# 田村町上道渡
田村町上道渡（たむらまち かみみちわたし）は、福島県郡山市の大字である。郵便番号は963-1248。

## 地理
郡山市南東部の田村地区に属する。北で中田町下枝、東で田村町川曲、南東で田村町栃山神、南西で田村町谷田川、西で田村町下道渡、北西で田村町金沢とそれぞれ隣接する。また田村町下道渡内に当大字の飛地が2ヶ所（字後田、字惣ノ内）が所在する。概ね町村制施行以前の田村郡上道渡村の流れを汲む地域である。一級水系阿武隈川水系黒石川中流域を主な範囲とする。川沿いの平地に田畑が広がり、周辺の山裾や街道沿いを中心に集落が位置するほかは山林が占める。田村町田母神に所在する郡山警察署二瀬駐在所及び田村町岩作に所在する郡山消防署田村分署がそれぞれ管轄にあたる。

### 主な字
字
- 中山
- 畑後沢
- 樋ノ口
- 宮ノ前
- 太夫内

- 沢目木
- ボラ
- 曲渕
- 松台
- 久保内

### 河川・湖沼
一級水系阿武隈川水系
- 黒石川
  - 五百目川

## 歴史
- 1879年1月27日 - 幕府領上道渡村が福島県内における郡区町村制の施行により田村郡の村となる。
- 1889年4月1日 - 町村制の施行により上道渡村が糠塚村・田母神村・川曲村・栃山神村・栃本村・下道渡村・谷田川村と合併し田村郡二瀬村が発足する。旧上道渡村域は二瀬村の大字となる。
- 1893年2月3日 - 二瀬村の一部が分立し新たな谷田川村が発足し、谷田川村の大字となる。
- 1955年1月1日 - 谷田川村が高瀬村の一部と守山町と合併したことで田村町が発足し、田村町の大字となる。
- 1965年5月1日 - 田村町が郡山市、安積郡富久山町、日和田町、熱海町、安積町、喜久田村、逢瀬村、片平村、三穂田村、湖南村と合併し新たな郡山市が設立され、郡山市の大字となる。

## 世帯数と人口
2024年1月1日現在の世帯数と人口は以下の通りである。
| 大字         | 世帯数 | 人口 |
| ------------ | ------ | ---- |
| 田村町上道渡 | 38世帯 | 92人 |

## 小・中学校の学区
市立小・中学校に通う場合、学区は以下の通りとなる。
| 番地           | 小学校               | 中学校             |
| -------------- | -------------------- | ------------------ |
| 中山           | 郡山市立栃山神小学校 | 郡山市立二瀬中学校 |
| 上記を除く全域 | 郡山市立谷田川小学校 | 郡山市立守山中学校 |

## 交通

### 道路
- 福島県道144号谷田川三春線

## 施設
- 子渡神社